# Ephedra antisyphilitica
Ephedra antisyphilitica es una especie de planta del género Ephedra.  

## Composición química
De acuerdo con el libro Las plantas medicinales de México. Tomo I: las plantas del género Ephedra son conocidas por contener efedrina, uno de los principales alcaloides utilizados en la preparación de drogas sintéticas. Los alcaloides de las efedras se extraen del tallo verde de la planta. 

## Distribución
E. antisyphilitica crece en climas cálidos y desérticos  en el Hemisferio Norte, en las regiones del norte y el Bajío de México, en los estados de  Durango, Chihuahua y Coahuila. En los Estados Unidos, se halla en Texas. 

## Toxicidad
Las partes aéreas de algunas especies del género Ephedra pueden contener alcaloides, tales como la efedrina y la pseudoefedrina, cuya ingestión puede suponer un riesgo para la salud.
El consumo de efedra puede provocar convulsiones, accidente cerebrovascular, ataque al corazón y la muerte. Los riesgos de efectos adversos aumentan con la dosis, si se utiliza coincidiendo con actividades físicas intensas o en combinación con otros estimulantes, incluida la cafeína. Puede causar interacciones con otros fármacos. Está contraindicada en menores de 18 años, mujeres embarazadas y durante la lactancia.
Las evidencias de los riesgos potenciales del consumo de efedra han ido en aumento durante años. Un caso famoso, que sensibilizó a la opinión pública, fue el del jugador profesional de béisbol Steve Bechler, de 23 años, que en 2003 falleció durante un entrenamiento, horas después de haber ingerido un suplemento que contenía altas dosis de efedra. El informe toxicológico concluyó que la efedra "jugó un papel significativo" en su muerte.
En 2004, la Agencia de Drogas y Alimentos de Estados Unidos (FDA o USFDA, por sus siglas en inglés), prohibió la venta de suplementos dietéticos que contengan alcaloides de la efedra. Otros países se han sumado a esta prohibición, tales como los Países Bajos y Argentina.

## Usos
El extracto de efedra se utiliza en la medicina alternativa para tratar el asma y otras enfermedades respiratorias. En los Estados Unidos se vendió como adelgazante y para mejorar el rendimiento deportivo. Datos estadístico de 1999 señalaban que la efedra era usada por unos 12 millones de personas.
Un reciente metaanálisis de ensayos controlados concluyó que los efectos sobre la pérdida peso a corto plazo son modestos, y desconocidos a largo plazo. Por otro lado, no se pudo precisar la influencia sobre el rendimiento atlético, debido a la insuficiencia de evidencias.
Debido a sus efectos adversos, no es aconsejable utilizar la planta de efedra de forma casera.

## Taxonomía
Ephedra antisyphilitica fue descrita por  Berland. ex C.A.Mey. y publicado en Mémoires de l'Académie Impériale des Sciences de Saint-Pétersbourg. Sixième Série. Sciences Mathématiques, Physiques et Naturelles. Seconde Partie: Sciences Naturelles 5(2): 291. 1846.
Etimología
Ephedra: nombre genérico que proviene del griego antiguo: éphedra = "asentada sobre" // según Dioscórides, sinónimo de híppuris = equiseto // en Plinio el Viejo, una planta trepadora afila.
antisyphilitica: epíteto latíno que significa "contra la sífilis".
Sinónimos
- Ephedra antisyphilitica var. brachycarpa Cory
- Ephedra occidentalis Torr. ex Parl.
- Ephedra texana E.L.Reed[8]